# Senato (Argentina)

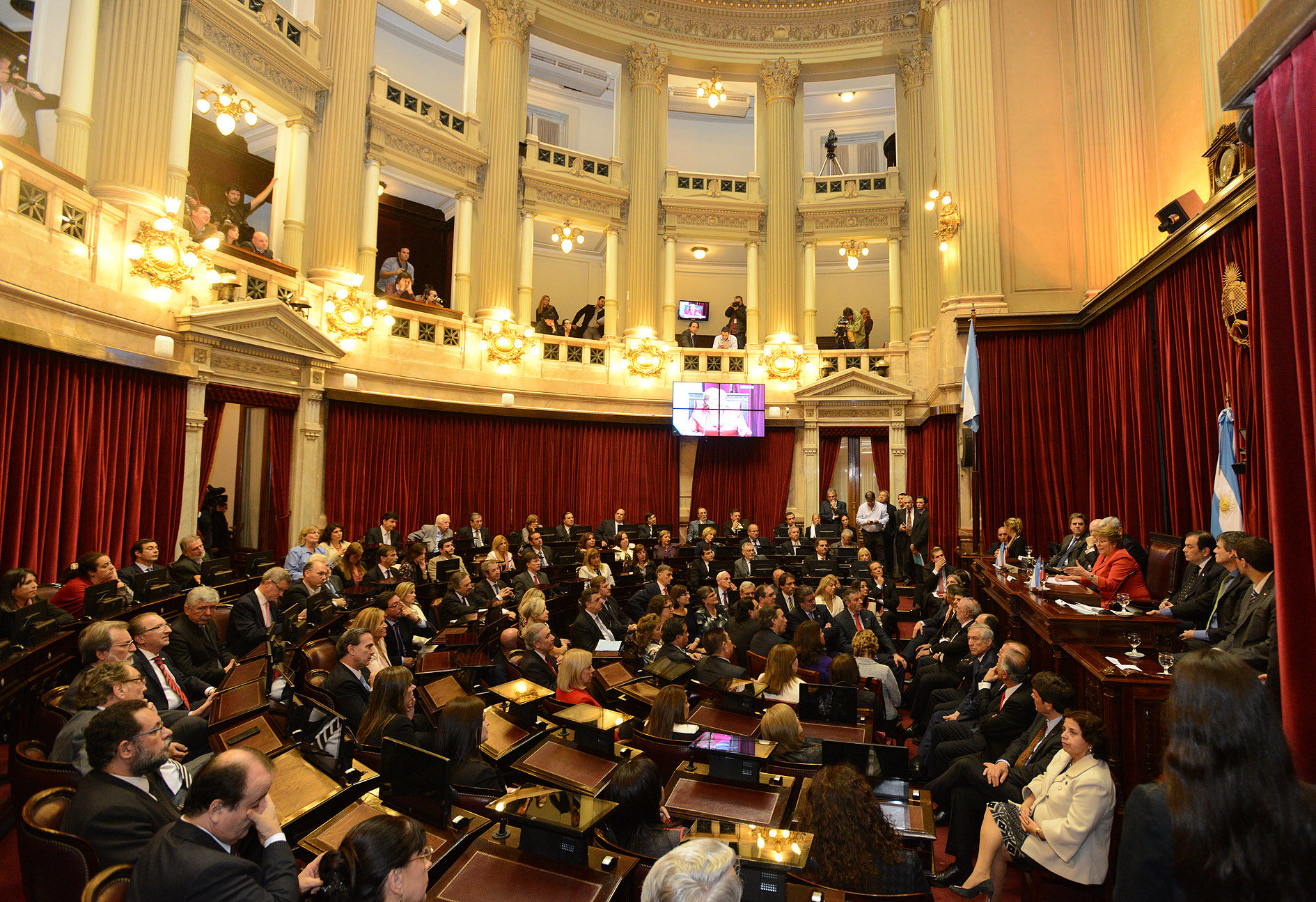
Camera dei senatori della nazione.

Il Senato della Nazione o Onorevole Senato della Nazione Argentina (in spagnolo: Honorable Senado de la Nación Argentina) fa parte del Congresso nazionale argentino, legato alla Camera dei deputati. Il Senato argentino ha la funzione specifica di rappresentare le province. La sua sede è a Buenos Aires, capitale del paese.

## Panoramica
Il Senato nazionale fu istituito dalla Confederazione argentina il 29 luglio 1854, ai sensi degli articoli da 46 a 54 della Costituzione del 1853. Ci sono 72 membri: tre per province e tre per la città autonoma di Buenos Aires. Il numero di senatori per provincia è stato aumentato da due a tre in seguito alla modifica della Costituzione argentina del 1994 e il cambiamento è entrato in vigore dopo le elezioni generali del 14 maggio 1995.
I senatori sono eletti per un mandato di sei anni per elezione diretta su base provinciale, con il partito con il maggior numero di voti vengono assegnati due seggi del senato della provincia e il partito al secondo posto riceve il terzo seggio. Storicamente, i senatori sono stati indirettamente eletti a mandato di nove anni da ciascuna legislatura provinciale. Queste disposizioni furono abrogate da un emendamento costituzionale del 1994 e le elezioni dirette al Senato entrarono in vigore nel 2001. Attualmente un terzo dei membri viene eletto ogni due anni. Un terzo delle province tiene le elezioni senatoriali ogni due anni; non ci sono limiti di termine.
Il vicepresidente della Repubblica è d'ufficio presidente del senato, con un voto decisivo in caso di parità. In pratica, il presidente provvisorio presiede la camera per la maggior parte del tempo.
Il Senato deve ottenere il quorum per deliberare, essendo questo un sistema con maggioranza assoluta. Ha il potere di approvare i progetti di legge approvati dalla Camera dei deputati, di convocare sessioni congiunte con la Camera bassa o sessioni speciali con esperti e parti interessate e di presentare progetti di legge per la firma del presidente; le proposte di legge presentate al Senato devono, a loro volta, essere approvate dalla Camera bassa per la loro presentazione al presidente. Il Senato deve introdurre eventuali modifiche alle politiche federali di compartecipazione alle entrate, ratificare i trattati internazionali, approvare le modifiche alle leggi penali costituzionali o federali, nonché confermare o accusare i candidati presidenziali, il gabinetto, la magistratura, le forze armate e il corpo diplomatico, tra gli altri funzionari federali.

## Commissioni permanenti
Le commissioni permanenti sono fisse e ognuna tratta questioni specifiche. In conformità con le disposizioni dei regolamenti interni. Secondo il decreto 60 del regolamento, sono i seguenti (l'ordine originale è rispettato):
- Accordi (conferma dei nominati federali)
- Affari costituzionali
- Affari esteri e culto
- Giustizia e affari penali
- Legislazione generale
- Bilancio e finanze
- Affari amministrativi e municipali
- Difesa nazionale
- Sicurezza interna e traffico di stupefacenti
- Economia nazionale e investimenti
- Industria e commercio
- Economie regionali, micro, piccole e medie imprese
- Lavoro e previdenza sociale
- Agricoltura, allevamento di bestiame e pesca
- Istruzione, cultura, scienza e tecnologia
- Diritti e garanzie
- Estrazione mineraria, energia e combustibili
- Salute e sport
- Infrastruttura, alloggio e trasporti
- Sistemi, media e libertà di parola
- Ambiente e sviluppo umano
- Popolazione e sviluppo umano
- Condivisione delle entrate federali
- Turismo.

## Requisiti
Secondo la sezione 55 della Costituzione argentina, i candidati al Senato argentino devono:
- avere almeno 30 anni
- essere cittadini argentini da sei anni
- essere originari della provincia di appartenenza o essere stati residenti in quella provincia per due anni.